# Дребенка
Дребенка — река в России, протекает по Струго-Красненскому району Псковской области. Устье реки находится в 55 км по левому берегу реки Псковы. Длина реки — 15 км.

## Данные водного реестра
По данным государственного водного реестра России относится к Балтийскому бассейновому округу, водохозяйственный участок реки — Великая. Относится к речному бассейну реки Нарва (российская часть бассейна).
Код объекта в государственном водном реестре — 01030000212102000029478.